# Bahnhof Waldkirchen (Niederbay)

Der Bahnhof Waldkirchen (Niederbay) ist eine Betriebsstelle der Bahnstrecke Passau–Freyung. Er liegt in der niederbayerischen Stadt Waldkirchen im Landkreis Freyung-Grafenau und wird durch die Ilztalbahn betrieben.

## Geschichte
Die Anlage wurde 1892 an der Bahnstrecke Passau–Freyung (diese wird auch als Ilztalbahn bezeichnet) errichtet und ging mit der Eröffnung des Streckenabschnitts zwischen Röhrnbach und Freyung am 15. Oktober 1892 in Betrieb.
Am 15. November 1910 wurde die Bahnstrecke Waldkirchen–Haidmühle eingeweiht, Waldkirchen wurde damit zum Trennungsbahnhof. In Haidmühle gab es bis 1945 Anschluss nach Böhmen bzw. Tschechien.
Der Personenverkehr nach Haidmühle wurde am 26. Mai 1963 eingestellt, der Güterverkehr auf dem zuletzt noch bedienten Teilstück bis Jandelsbrunn am 1. Oktober 1995. Seitdem ist Waldkirchen wieder einfacher Zwischenbahnhof. 1982 wurde der reguläre Personenverkehr von Passau nach Freyung eingestellt.
Am 16. Juli 2011 wurde der Bahnverkehr im Rahmen des Freizeitverkehrsprojektes Donau-Moldau wieder an Samstagen, Sonntagen und Feiertagen im Sommerhalbjahr und zu Sonderfahrten ganzjährig aufgenommen.
Am 17. September 2012 wurde der Bahnhof Waldkirchen durch den Förderverein Ilztalbahn erworben. Sie wollen den denkmalgeschützten Bahnhof Waldkirchen renovieren. Im Dezember 2020 wurden dafür Fördermittel bereitgestellt.
Seit 2014 wurde ein verdichteter Fahrplan auf der Ilztalbahn mit sechs Zugpaaren pro Tag ermöglicht.
| Linie      | Strecke                                                        | Taktfrequenz                                                             | Fahrzeugmaterial                    |
| ---------- | -------------------------------------------------------------- | ------------------------------------------------------------------------ | ----------------------------------- |
| P          | Ilztalbahn bzw. Untere Waldbahn Passau – Waldkirchen – Freyung | sechs Zugpaare an Wochenenden und Feiertagen von 1. Mai bis Ende Oktober | Stadler Regio-Shuttle RS 1 (BR 650) |
| Stand 2021 |                                                                |                                                                          |                                     |

## Hochbauten und Anlagen
Die 1890 erbauten Bahnhofs- und Nebengebäude sind Bruchsteinbauten, wobei der Hauptbau, ein kubusartiger Baukörper, ein zweigeschossiger Pavillonbau mit holzverschaltem Obergeschoss und flachem Walmdach ist. Die stichbogigen Fenster- und Türöffnungen sind in rotem Backstein gefasst. Angefügt ist ein erdgeschossiger Schalterraum, ein Flachsatteldachbau mit holzverschaltem Giebel, davor ein verglaster Stellwerkraum mit Pultdach. Die Güterhalle ist ein eingeschossiger Flachsatteldachbau mit segmentbogigen Toröffnungen. Die Anlage ist unter der Nummer D-2-72-151-175 als Denkmalschutzobjekt in der Liste des Bayerischen Landesamtes für Denkmalpflege eingetragen.